# Canoe
Canoe er en dansk kortfilm fra 2007 med instruktion og manuskript af Mikkel Sørensen.

## Handling
Denne artikel mangler et handlingsreferat. Hjælp os med at skrive det.